# Begehungshorizont
Unter einem Begehungshorizont oder Laufhorizont auch Gehhorizont (engl. occupation layer) wird in der Archäologie eine Schicht (Grabungsschicht) von Überresten einer einzelnen Kultur verstanden, die als Laufoberfläche den früher lebenden Menschen diente. Im Sinne der archäologischen Aufarbeitung wird hierunter eine Fundkonstellation gesehen, aus der die Kultur datiert oder identifiziert werden kann, es ist die ehemalige Bodenoberfläche, genauer „Begehungsoberfläche einer Kultur“ in einer Landschaft, einem Siedlungsplatzes oder eines Gebäudes, die bei einer Ausgrabung freigelegt wurde.

## Begriff
Sie ist eine Schicht, die in der ursprünglichen Lagerstätte so erhalten geblieben ist, wie sie vor und zum Zeitpunkt der Aufgabe des Standorts existierte. Der Begriff beschreibt jede Schicht von In-situ-Ansammlungen von menschlichen Objekten, die durch die Besetzung eines Bereichs eines Standorts durch Menschen entstanden sind.
Der Begehungshorizont grenzt sich begrifflich zur Fundschicht ab. Eine Fundschicht oder -horizont, kann bedingt durch geologische, menschliche oder sonstige Einwirkungen different zum Laufhorizont sein. So kann etwa durch landwirtschaftliche Bodenbearbeitung ein Artefakt aus dem Begehungshorizont in eine Ebene geraten, die obgleich dann die spätere Fundschicht (Grabungsschicht) ist, nicht aber der eigentlichen, ursprünglich Platzierungsebene entspricht.
Die Bodenebene oder Bodenhorizont, auf welcher sich die früheren Menschen (Kultur) bewegten und sich ihre Gegenstände, retrospektiv, als die als archäologischen Artefakte bezeichneten Funde, vorfinden oder auffinden lassen, ist die Schicht, die als Begehungshorizont bezeichnet wird. Damit wird der Begehungshorizont zur archäologisch rekonstruierbaren Begehungsfläche früherer Menschen bzw. Kulturen.
Im Hinblick auf ihre Entstehung wird eine Schicht beschrieben, in der eine „ursprüngliche“ Lagerstätte erhalten geblieben war, wie sie sich zum Zeitpunkt der Aufgabe des Standorts konstituiert hatte. Vergleiche hierzu Planagrabung.
Dabei können aus einem ursprünglichen Begehungshorizont durchaus mehrere Fundhorizonte entstehen. So zeigen sich häufig schon bei einem Survey (Geländeerkundung) primäre und sekundäre Formationsprozesse. Diese geologischen Veränderungen des ursprünglichen Begehungshorizonts müssen bereits während der Ausgrabung bzw. auch der Datenerfassung bei einem Survey kritisch aufgearbeitet werden.

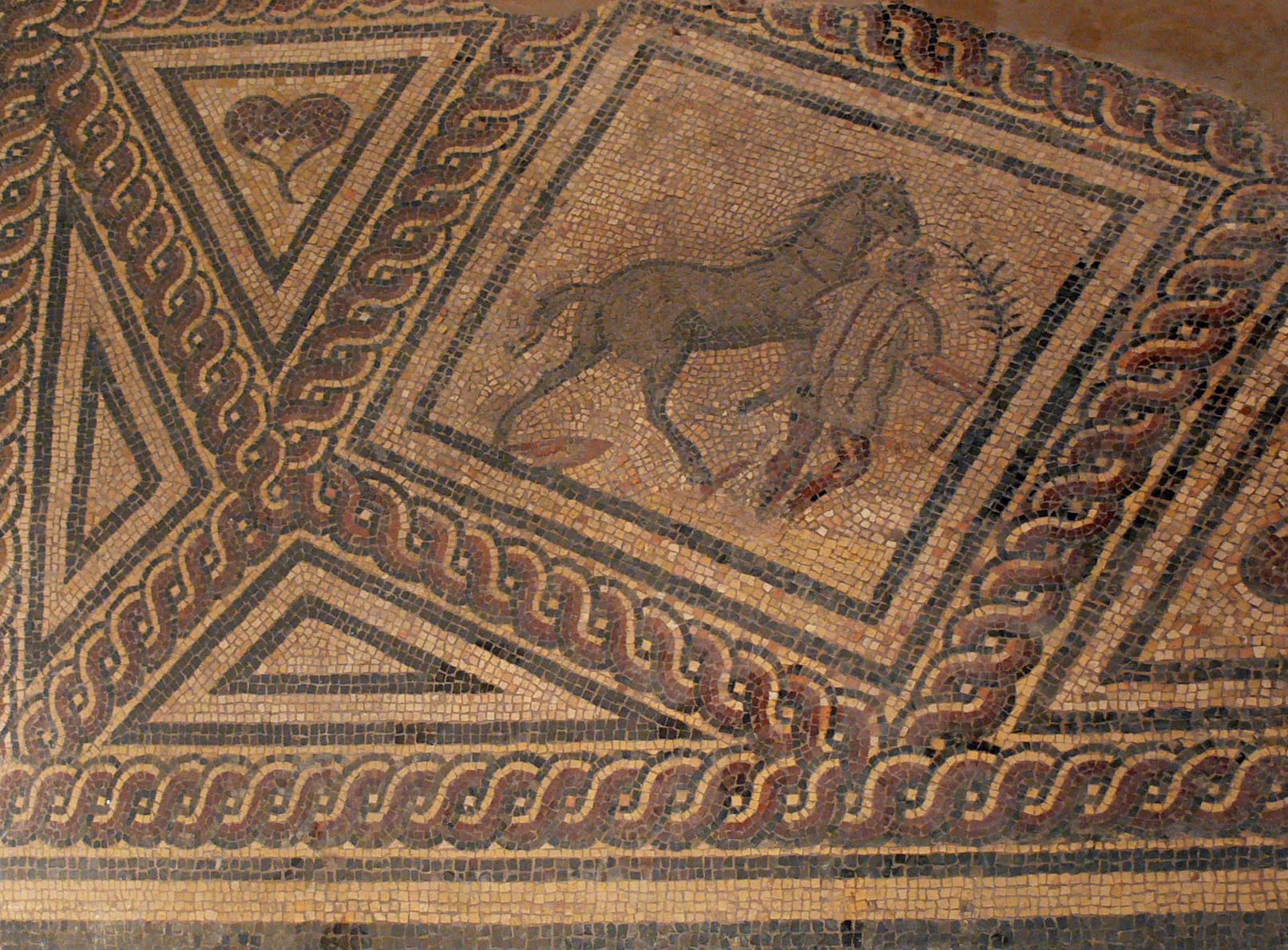
Beispiel eines freigelegten römischen Mosaikfußboden (Begehungshorizont, ad litteram) aus Wohnhäusern und Villen in und um Brigantium, 2.–3. Jh. n. Chr. (Vorarlberger Landesmuseum, Bregenz)

## Zerstörungshorizont
Zerstörungshorizonte (engl. destruction layer) sind normalerweise Schichtenbefunde (Stratigrafie), die bei Ausgrabungen aus dem, dass sie umgebende Erdreich mit Trümmern, Schutt, Asche, dem Vorhandensein von weit verbreitetem Feuer, Massenmord, unbestatteten Leichen, losen Waffen oder allgemeinen Zeichen von Devastation und Destruktion in Erscheinung treten und als mehr oder weniger horizontale Erdschichten zumeist im Einzugsbereich eines Begehungshorizonts, etwa einer ehemaligen menschlichen Siedlung, auffindbar werden.
Eine Zerstörungsschicht ist also eine Bodenschicht, die an einem Fundplatz geborgen wurde und die Hinweise auf Zerstörung zeigt, die entweder natürliche Ursachen (Erdbeben, Überflutungen, Folgen eine Vulkanausbruches (Tephrochronologie), o. ä. m., dann unter Umständen auch nur als eine Fundschicht) hatte oder als Ergebnis einer menschlichen Gewalteinwirkung, so einer militärischen, kriegerischen Aktion war.
Anhand dieser Funde kann der Zeitpunkt oder Zeitraum einer zurückliegenden Zerstörung datiert werden.

## Verwendung
In Gebieten mit Sedimentablagerung ist der alte Laufhorizont, im Gegensatz zum vorherrschenden Bodenabtrag, bei dem Funde nur noch in Vertiefungen (Gruben, Gräben, Pfostengruben) zu erwarten sind, erhalten geblieben. Es ist mit einer erfolgreichen Grabung zu rechnen. Bei der Veröffentlichung von Befunden wird stets der vorgefundene Laufhorizont mit angegeben.
Die Dokumentation und spätere Interpretation des Begehungshorizonts, sowie die Aufarbeitung, der bei den Grabungen (in der Reihenfolge Begehung, Prospektion, Sondage, Grabung) freigelegten Funde erfolgt vermittels geodätischer, fotografischer, zeichnerischer und allgemein deskriptiver Methoden (Berichte durch Verschriftlichung).